# Finalissima (calcio femminile)
La Women’s Finalissima è una competizione calcistica organizzata dalla CONMEBOL e dalla UEFA che mette a confronto – in gara unica – le rappresentative nazionali vincitrici, rispettivamente, della Copa América Femenina e del campionato europeo femminile. È l'equivalente per il calcio femminile della Coppa dei Campioni CONMEBOL-UEFA ed è stata istituita nel 2022 come parte di un memorandum d'intesa firmato da CONMEBOL e UEFA, volto a rafforzare la cooperazione tra le due organizzazioni.

## Storia
Il 12 febbraio 2020 UEFA e CONMEBOL hanno firmato un memorandum d'intesa volto a rafforzare la cooperazione tra le due organizzazioni. Come parte dell'accordo, un comitato congiunto UEFA-CONMEBOL ha esaminato la possibilità di organizzare delle partite intercontinentali, sia per il calcio maschile che per quello femminile e di diverse fasce d'età. Il 15 dicembre 2021, UEFA e CONMEBOL hanno nuovamente firmato un protocollo d'intesa fino al 2028, che includeva disposizioni specifiche sull'apertura di un ufficio congiunto a Londra e la potenziale organizzazione di vari eventi calcistici.
Il 2 giugno 2022, il giorno dopo la Finalissima maschile, CONMEBOL e UEFA hanno annunciato l'istituzione della Finalissima femminile, comunicando che avrebbe messo di fronte le vincitrici della Copa América Femenina e del campionato europeo femminile. L'edizione inaugurale si è svolta il 6 aprile 2023 allo Stadio di Wembley di Londra, tra il Brasile, vincitore della Copa América Femenina 2022, e l'Inghilterra, vincitrice del campionato europeo femminile 2022. A vincere sono state le Leonesse, che hanno battuto il Brasile per 4-2 ai rigori, dopo l'1-1 nei tempi regolamentari.

## Edizioni
| 2023 | Inghilterra | Inghilterra | 1 – 1 (4-2 dtr) Stadio di Wembley, Londra | Brasile |

## Statistiche

### Vittorie e partecipazioni
| Squadra     | Vittorie | Secondi posti | Partecipazioni | Edizioni vinte | Edizioni perse |
| ----------- | -------- | ------------- | -------------- | -------------- | -------------- |
| Inghilterra | 1        | 0             | 1              | 2023           | –              |
| Brasile     | 0        | 1             | 1              | –              | 2023           |

### Vittorie per confederazione
| Confederazione | Vittorie | Secondi posti |
| -------------- | -------- | ------------- |
| UEFA           | 1        | 0             |
| CONMEBOL       | 0        | 1             |